# Eduard Fischel
Eduard Fischel (* 1826 in Danzig; † 9. Juli 1863 in Paris) war ein deutscher Publizist und Schriftsteller.

## Leben
Eduard Fischel studierte Jurisprudenz und war ab 1858 Assessor beim Stadtgericht in Berlin. Zugleich als politischer Schriftsteller tätig, erregte er besonders durch die vom Herzog von Coburg angeregte Schrift Despoten als Revolutionäre (Berlin 1859) Aufsehen, welche vielfach dem Herzog von Coburg selbst beigelegt wurde und in England eine Gegenschrift von Ismael hervorrief, hinter dem man einen der Publizisten Henry John Palmerstons vermutete.
Durch scharfe Polemik gegen die Politik Napoleons III. zeichnete sich seine Schrift Gallischer Judaskuß (Antwort auf Edmond Abouts Schrift Preußen im Jahr 1860) aus. Daneben beleuchtete Fischel in Preußens Aufgabe in Deutschland (Berlin 1859) und Männer und Maßregeln (Berlin, 1861) die inneren Zustände Preußens und wies auf die Notwendigkeit und die Wege einer Selbstregierung hin. Diesen und anderen Flugschriften folgte ein größeres Werk: Die Verfassung Englands (Berlin 1862, 2. Aufl. 1864), das, obschon nicht durchaus richtig und zuverlässig, durch klare und geistvolle Darstellung fesselt.
Zur weiteren Verfolgung seiner Arbeiten ging Fischel nach Paris, wurde aber bald nach seiner Ankunft am 9. Juli 1863 Opfer eines Verkehrsunfalls.

## Veröffentlichungen (Auswahl)
- Die Despoten als Revolutionäre : an das deutsche Volk. Berlin, Schneider, 1859.
- The Englisch Constitution, 1863 auch in Englisch (London, Bosworth and Harrison)
- The online books page